# ريبيكا كامن
ريبيكا كامن (بالإنجليزية: Rebecca Kamen)‏ هي نحّاتة أمريكية، ولدت في 1950 في فيلادلفيا في الولايات المتحدة.